# Clubiona kaltenbachi
Clubiona kaltenbachi là một loài nhện trong họ Clubionidae.
Loài này thuộc chi Clubiona. Clubiona kaltenbachi được miêu tả năm 1966 bởi Kritscher.